# Helmut Rahn
Helmut Rahn (Essen, 16 d'agost 1929 – Essen, 14 d'agost 2003) fou un futbolista alemany dels anys 50.

## Trajectòria

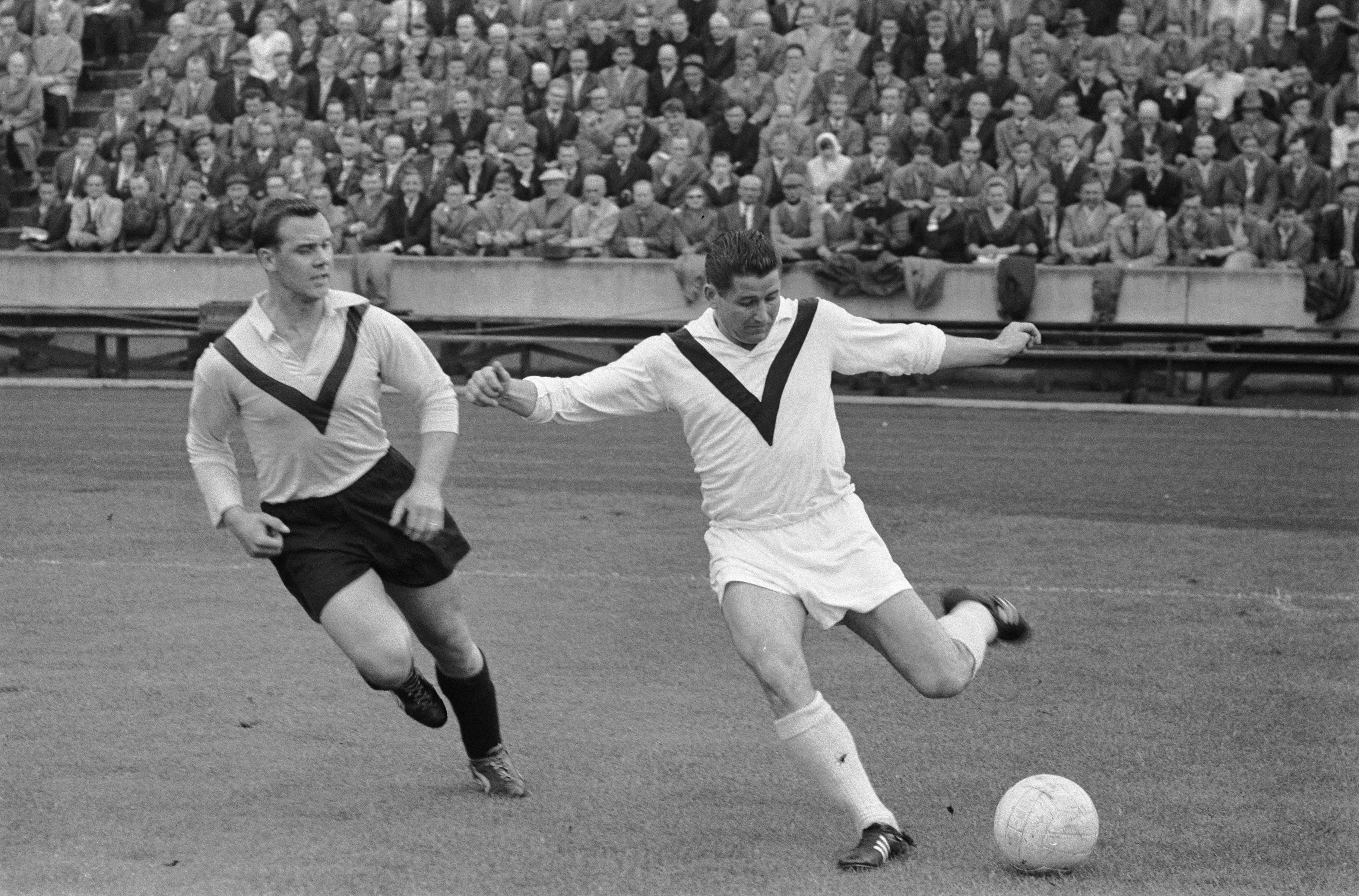
Helmut Rahn (dreta) en un duel amb Ockhuisen (1960).

Inicià la seva trajectòria al club Altenessen 1912 on jugà de 1938 a 1946. Després fitxà pel SC Oelde 1919 club amb el qual marcà 52 gols. La temporada 1950/51 fitxà pel Sportfreunde Katernberg. El club on més destacà fou el Rot-Weiss Essen, on jugà de 1951 a 1959. Amb aquest club guanyà la Copa alemanya de futbol el 1953 i el campionat alemany el 1955. Durant una temporada, de 1959 a 1960 jugà pel 1. FC Köln, i el 1960 fitxà pel Twente Enschede als Països Baixos. L'any 1963 retornà a Alemanya per jugar al MSV Duisburg. Finalitzà la seva trajectòria el 1965 per un problema al genoll. Juntament amb Hans Schäfer fou el darrer membre del Mundial del 1954 en retirar-se.
Fou l'autor del gol de la victòria a la final de la Copa del Món de 1954, en la qual Alemanya Occidental guanyà per 3 a 2 a Hongria a Berna, convertint-se en una llegenda pel futbol del país. També va participar en la Copa del Món de Futbol 1958 on fou semifinalista. En total jugà 40 partits i marcà 21 gols amb la selecció. Va rebre el sobrenom de Der Boss (el cap).
La pel·lícula "Das Wunder von Bern" fou dedicada a ell pel director Sönke Wortmann. L'11 de juliol de 2004, 50 anys després del partit de Berna, una estàtua en honor seu (el Helmut Rahn Memorial) fou erigida prop del Georg-Melches-Stadium a Essen, a la plaça que porta el seu nom.

## Clubs
- 1938–1946 Altenessen 12
- 1946–1950 SC Oelde 1909
- 1950–1951 Sportfreunde Katernberg
- 1951–1959 Rot-Weiss Essen
- 1959–1960 1. FC Köln
- 1960–1963 SC Enschede
- 1963-1965 Meidericher SV

## Estadístiques

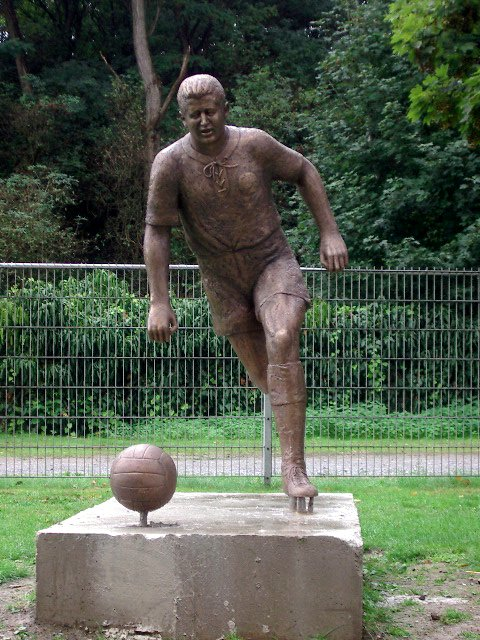
El Helmut Rahn Memorial

- 40 partits amb la selecció absoluta; 21 gols
- 1 partit amb la selecció B; 2 gols
- 1. Bundesliga
19 partits; 7 gols, Meidericher SV
- Oberliga West
29 partits; 11 gols, 1. FC Köln
- Ronda final del campionat d'Alemanya
7 partits; 3 gols, 1. FC Köln
- Westpokal
2 partits; 2 gols, 1. FC Köln

## Palmarès
- 1953 Copa alemanya de futbol
- 1954 Copa del Món de futbol
- 1955 Lliga alemanya de futbol